# Comme des grands
Pour plus de détails, voir Fiche technique et Distribution.
Comme des grands est un court métrage de comédie dramatique français réalisé par Ania Gauer et Julien Gauthier, sorti en 2021. Il s'agit de leur premier court métrage en tant que réalisateurs,,.

## Synopsis
Une jeune femme de vingt-huit ans, Marion Nowak, se retrouve confrontée à sa crise du quart de siècle.

## Fiche technique
Sauf indication contraire, les informations mentionnées dans cette section peuvent être confirmées par la base de données cinématographiques IMDb,  présente dans la section « Liens externes ».
- Titre original : Comme des grands
- Titre international  : Adult.ing[5]
- Réalisation : Ania Gauer et Julien Gauthier
- Scénario : Ania Gauer
- Musique : Nils Bourotte[6]
- Décors : Aurelia Garay
- Costumes : Clotilde Sultana[6]
- Photographie : Hugo Poisson
- Montage : Alexandre Hermant
- Production : Ania Gauer
- Sociétés de production : Platt Twist[6]
- Pays d'origine :  France
- Langue originale : français, anglais, allemand
- Format : couleur
- Genre : comédie dramatique
- Durée : 34 minutes[5]
- Date de sortie : 
  - France : 1er octobre 2021 (VOD)

## Distribution
- Pauline Chalamet : Marion Nowak
- Dylan Raffin : Maxime
- Gunnar DeYoung : Lukas
- Eliot Hoff : Clément
- Gaudéric Maléjac : Ben
- Ania Gauer : Hannah
- Philippe Gray : Arthur
- Julien Schrammek : Stephan
- Léana Montana : Emma
- Tom Schmitt : l'employé de bureau
- Guillaume Erbs : le voisin
- Juliette Welsch : Noémie

## Production

### Tournage
Le tournage a lieu à Sarreguemines et aux alentours, en Moselle,, entre le 2 et le 12 août 2019.

## Distinctions

### Récompenses
- Festival du court métrage de Cannes 2020 : Meilleur premier court métrage du réalisateur[10]
- Festival du court métrage de Los Angeles 2020[11][source insuffisante] :
  - Meilleur duo d’acteurs pour Dylan Raffin et Pauline Chalamet
  - Meilleure actrice pour Pauline Chalamet
  - Meilleur film indépendant
  - Meilleure première réalisation
  - Meilleur rôle secondaire pour Gunnar Deyoung
- Festival de film de New York 2020[12] :
  - Meilleur acteur pour Dylan Raffin
  - Meilleur acteur dans un second rôle pour Gunnar DeYoung
- Festival du court métrage de Séoul 2020 : Meilleure actrice pour Pauline Chalamet[13]
- Indie Short Fest de Los Angeles[14]
  - meilleur court-métrage en langue étrangère
  - meilleur court-métrage indépendant
  - meilleure première réalisation[15]
  - meilleure actrice[15]
  - meilleur mixage son[15]

### Nominations
- Festival de film de Montréal 2020: Meilleure réalisatrice du film pour la première fois pour Ania Gauer[12]
- Festival de film de New York 2020[12] :
  - Meilleure photographie pour Hugo Poisson
  - Meilleure réalisation pour la première fois pour Ania Gauer
  - Meilleure chansons du film pour Melissa Erin